# Fuldmåne
Fuldmåne (Deens voor "Volle maan") is het derde studioalbum van de Deense zanger en songwriter Joey Moe. Het werd uitgebracht op 4 april 2011 door Copenhagen Records. 
Het album werd opnieuw uitgegeven in een bonuseditie van 23 augustus 2011 als gevolg van Joey Moe's deelname aan het programma Toppen af Poppen van de Deense zender TV2. Deze nieuwe versie bevat drie tracks van het vorige album Grib natten (Pluk de nacht, 2010) en "Dybt vand" (Diep water), een duet met zangeres Nadia Malm.
Op 5 december 2011 verscheen bij Disco: wax een release van het album onder de titel Fuldmåne 2.0. Dit album bestaat uit twee cd's: een met het originele album met nieuwe nummers, terwijl op de tweede cd Joey Moe's interpretaties uit Toppen af Poppen staan. 
Medio maart 2012 ontving het album platina voor 20.000 verkochte exemplaren. Het leverde de top 10-hits "Skakmat" (Schaakmat) en "Dobbeltslag" (Dubbele impact) op, die beide goud ontvingen voor 15.000 downloads.